# 埃利贊區
35°44′00″N 0°33′00″E / 35.7333°N 0.5500°E
埃利贊區（阿拉伯语：‎），是阿爾及利亞的行政區，位於該國西北部，由埃利贊省負責管轄，首府設於埃利贊，面積226平方公里，2008年人口148,047，人口密度每平方公里656人。